# Miroblatta baai
Miroblatta baai är en kackerlacksart som beskrevs av Philippe Grandcolas och Louis Deharveng 2007. Miroblatta baai ingår i släktet Miroblatta och familjen jättekackerlackor. Inga underarter finns listade i Catalogue of Life.